# هيمارشا فينكاتسامي
```
هيمارشا فينكاتسامي
 هي عارضة أزياء أصلها من 
جنوب إفريقيا
 من أصل 
جنوب هندي
 في 
ديربان
، درست 
كأخصائية علاج طبيعي
 في 
جامعة ويتواترسراند
 قبل أن تغادر إلى 
الهند
 لتكون عارضة أزياء في جنوب إفريقيا، حيث أصبحت 
عارضة أزياء
 في سن 13 عامًا، عندما بدأت الرقص في مدرسة ديربان وكانت في ذلك الوقت تدرس 
الفن
 
والموسيقى،
 وهي متزوجة من صديقها الكيني عبد القادر أرسناليست.
[
2
]
```

## حياتها المهنية
تعمل هيمارشا عارضة أزياء وممثلة، واشتهرت بفوزها في مسابقة (Kingfisher Calendar Hunt) عام 2010، حيث هزمت أنجالي لافانيا ونيدهي سونيل في الجولة النهائية، وظهرت خصوصًا في فيلم بوليوود الكوميدي الرومانسي لعام 2010 أنا أكره قصص الحب، ولكن أول إنجاز لها جاء عندما تم تقييدها لتلعب دور جومبا في فيلم الإثارة Roar: Tigers of the Sundarbans، وشاركت هيمارشا في Kingfisher Calendar Girl Hunt 2009 مع أختها وفازت بالمسابقة التي تم بثها على تلفزيون NDTV Good، وكانت جزءًا من أسبوع لاكمي للموضة 2009.

## روابط خارجية
- هيمارشا فينكاتسامي على موقع IMDb (الإنجليزية)